# Men say
Men say là một bộ phim truyền hình được thực hiện bởi Đài Phát thanh – Truyền hình Hà Nội, do Nguyễn Đức Việt làm đạo diễn. Phim phát sóng vào lúc 19h45 thứ 2, 3, 4 hàng tuần, bắt đầu từ ngày 4 tháng 1 năm 2010 trên kênh truyền hình Hà Nội 1.
Đây là tác phẩm mở màn cho chương trình giờ phim Việt trên Đài Truyền hình Hà Nội.

## Diễn viên
- Lưu Đê Ly (Ly Ba Lan) trong vai Thiên Thanh
- Bảo Kỳ trong vai Sao Băng
- Tăng Nhật Tuệ trong vai Đơn Hùng[2][3]
- Tăng Ngân Hà

## Sản xuất
Sau bộ phim điện ảnh Em muốn làm người nổi tiếng, Men say là là tác phẩm thứ hai của Nguyễn Đức Việt về đề tài âm nhạc và giới nghệ sĩ. Ông cho biết đây sẽ là một bộ phim ca nhạc với 1/3 thời lượng là âm nhạc. Nhạc sĩ Huy Tuấn và Tăng Nhật Tuệ đảm nhận phần âm nhạc, trong đó có 9 ca khúc do Nhật Tuệ sáng tác. Tất cả các diễn viên đều hát bằng giọng thật của mình. Ngoài Tăng Nhật Tuệ, diễn viên Lưu Đê Ly cũng hoạt động nghệ thuật, cô là thành viên chính của nhóm nhạc "Biến tấu". Em gái Tăng Nhật Tuệ là Tăng Ngân Hà cũng tham gia với một vai phụ, trong đó nữ chính Lưu Đê Ly, ngoài đời là bạn gái cũ của anh.

## Giải thưởng và đề cử
| Năm  | Giải thưởng         | Hạng mục                | (Người) đề cử | Kết quả       | Tham khảo   |
| ---- | ------------------- | ----------------------- | ------------- | ------------- | ----------- |
| 2010 | Giải Cánh diều 2009 | Phim truyện truyền hình | —             | Cánh diều bạc | [ 6 ] [ 7 ] |